# فینال‌های ان‌بی‌ای ۲۰۲۵
فینال‌های ان‌بی‌ای ۲۰۲۵ سری مسابقات قهرمانی اتحادیه ملی بسکتبال (ان‌بی‌ای) و پایان مرحله پلی‌آف فصل ۲۵–۲۰۲۴ بود. قهرمان کنفرانس غرب، اکلاهما سیتی تاندر، قهرمان کنفرانس شرق ایندیانا پیسرز را در یک سری هفت‌گانه شکست داد و قهرمان شد. شی گلجس-الکساندر، بازیکن تیم تاندر، به عنوان ارزشمندترین بازیکن فینال‌های ان‌بی‌ای انتخاب شد. این سری مسابقات از ۵ ژوئن آغاز شد و تا ۲۲ ژوئن ادامه یافت.